# Evening Shade (Arkansas)
Evening Shade is een plaats (town) in de Amerikaanse staat Arkansas, en valt bestuurlijk gezien onder Sharp County.

## Demografie
Bij de volkstelling in 2000 werd het aantal inwoners vastgesteld op 465.
In 2006 is het aantal inwoners door het United States Census Bureau geschat op 497, een stijging van 32 (6,9%).

## Geografie
Volgens het United States Census Bureau beslaat de plaats een oppervlakte van
4,1 km², geheel bestaande uit land. Evening Shade ligt op ongeveer 172 m boven zeeniveau.

## Plaatsen in de nabije omgeving
De onderstaande figuur toont nabijgelegen plaatsen in een straal van 24 km rond Evening Shade.